# Palermo (Buenos Aires)
Palermo è un quartiere della capitale argentina Buenos Aires. Sorge nella zona nord-est della città e confina a nord con Belgrano, a est con il Río de la Plata, a sud con Recoleta e Almagro e ad ovest con Villa Crespo e Colegiales. Con una superficie di 15,9 km² è il quartiere più esteso di tutta la città. È composto principalmente da edifici residenziali, che sono stati sempre di più negli ultimi dieci anni. Ospita il grande Parque Tres de Febrero, con il Planetario Galileo Galilei.

## Etimologia
Il nome del quartiere potrebbe derivare da un convento non più esistente dedicato a San Benedetto da San Fratello, conosciuto anche come San Benedetto da Palermo.
Secondo un'altra ipotesi il nome è attribuibile al colono Juan Dominguez Palermo, che in quest'area possedeva colture e allevamenti.

## Suddivisione interna

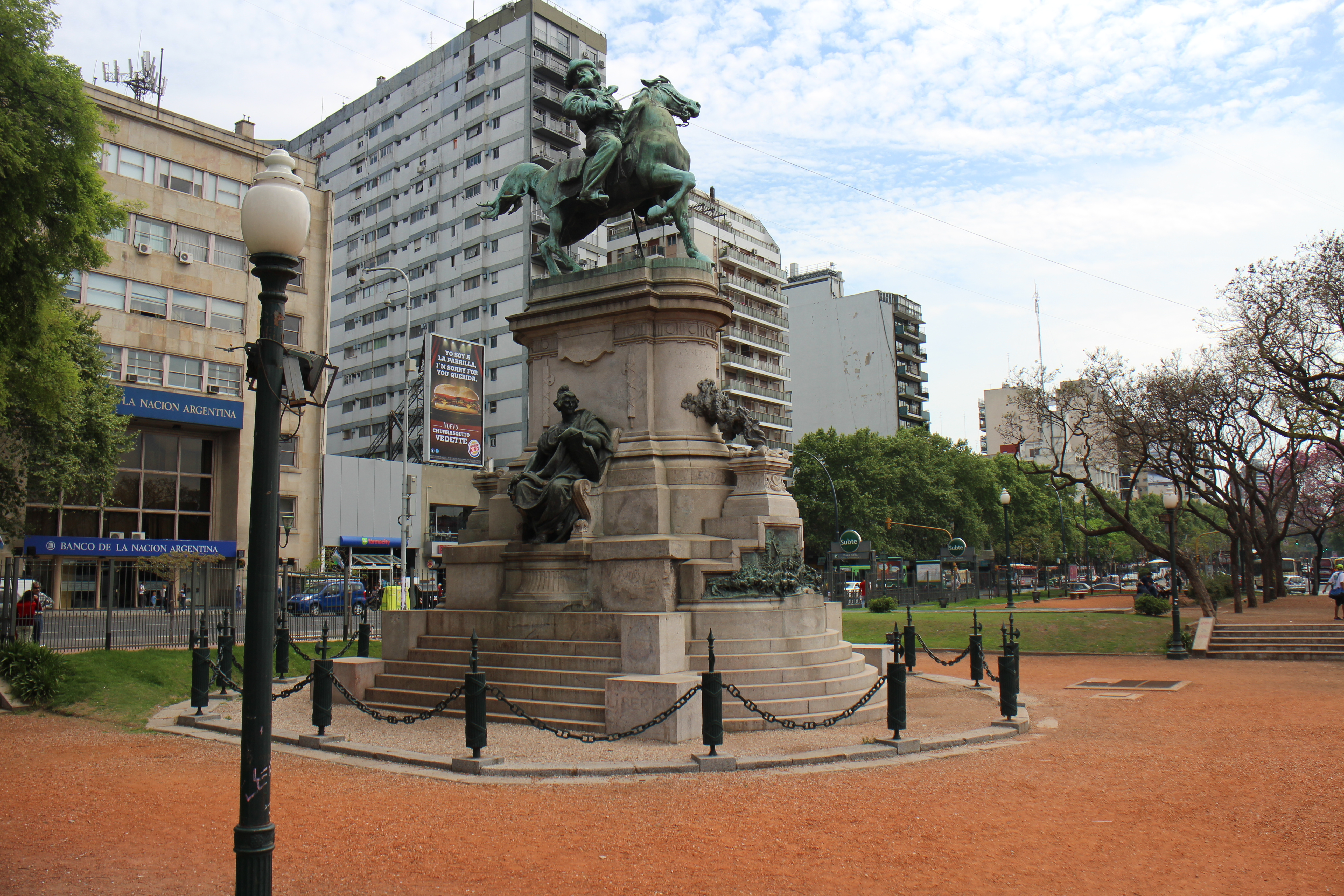
Monumento a Giuseppe Garibaldi in Plaza Italia

Palermo può essere suddiviso in ulteriori sotto-quartieri:
- Palermo Soho  situato attorno alla Plazoleta Cortázar (già Plaza Serrano). La zona è adiacente a Palermo Hollywood e deve la propria denominazione al fatto che vi si sono installati diversi negozi di abbigliamento e, soprattutto intorno alla Plazoleta Cortázar, molti bar e locali notturni.
- Palermo Hollywood meglio conosciuto come Quinta Bollini. Zona compresa tra l'Avenida Juan B. Justo e le vie Paraguay, Dorrego e Niceto Vega. Il nome deriva dal fatto che negli ultimi anni vi si sono installate diverse reti televisive, ciò che a sua volta ha portato ad una concentrazione di bar, ristoranti e locali notturni, che hanno fatto di questo rione uno dei più frequentati da porteños e turisti.
- Palermo Chico e Barrio Parque, due delle zone residenziali più esclusive della capitale argentina.
- Las Cañitas, zona del quartiere di Palermo compresa tra l'Avenida Luis María Campos e il Campo Argentino de Polo. È uno dei centri della vita notturna di Buenos Aires; deve il proprio nome all'antico nome dell'Avenida Luis María Campos, che fino al 1914 si chiamò Camino de las Cañitas.
- Alto Palermo e Villa Freud: Alto Palermo è il centro di Palermo, la principale zona commerciale e dei trasporti intorno ad Avenida Santa Fe. Al centro c'è l'Alto Palermo Shopping Centre, un grande centro commerciale. Villa Freud, zona intorno a Plaza Güemes, è una zona residenziale, nota per la sua alta concentrazione di psicoanalisti e psichiatri, e quindi il suo nome.
- Palermo Viejo: Palermo Viejo (Palermo Antico) è, come il suo nome implica, la parte più antica. È delimitata da Avenida Santa Fe, Avenida Córdoba, Avenida Dorrego a Avenida Coronel Díaz. Il quartiere è costruito intorno a Plaza Palermo Viejo; riporta elementi architettonici del vecchio stile coloniale spagnolo mischiato con quelli della modernità.

## Storia
Nel 1836 il governatore della Provincia di Buenos Aires e "caudillo" principale delle Provincie Unite come Confederazione Argentina  Juan Manuel de Rosas acquisì dei vasti appezzamenti fuori da Buenos Aires, lungo le sponde del Río de la Plata. Su questi terreni fece costruire la sua suntuosa dimora familiare che occupò sino al 3 febbraio 1852, quando l'esercito rosista fu sconfitto nella battaglia di Caseros. Successivamente la casa di Rosas divenne la residenza di Justo José de Urquiza e, anni dopo, sede di alcune istituzioni militari e scolastiche.
Nel novembre 1875 fu inaugurato il Parque Tres de Febrero, dedicato alla battaglia di Caseros e realizzato proprio su una parte di quei terreni che un tempo appartenevano a Rosas. Nel 1889 la residenza dell'ex-dittatore venne demolita.

## Monumenti e luoghi d'interesse
- Club de Pescadores

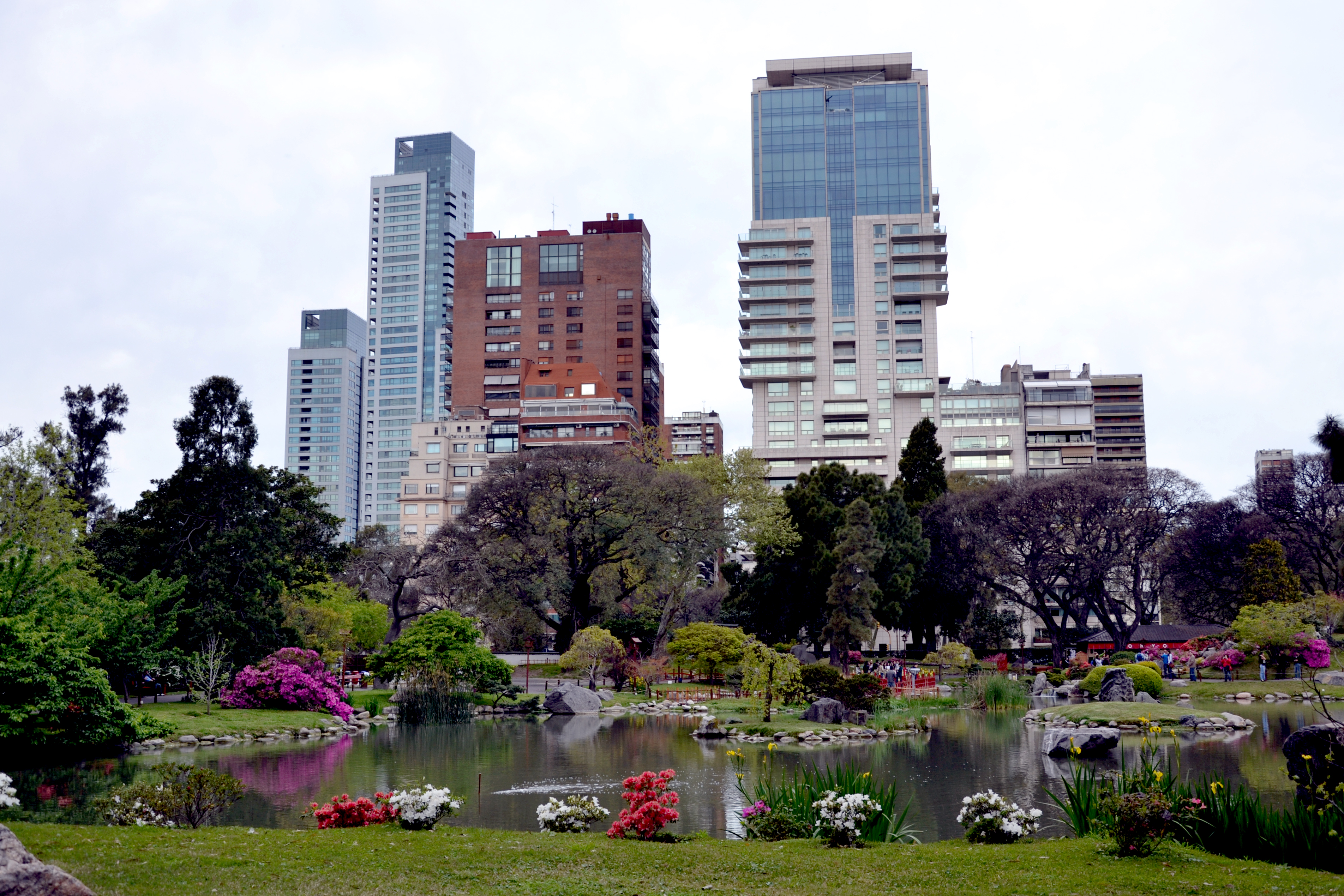
Il Giardino giapponese.

- Monumento a Cristoforo Colombo, situato sul Río de la Plata, nei pressi dell'Aeroparque Newbery. Opera dello scultore Arnaldo Zocchi, fu donato all'Argentina dalla comunità italiana nel 1921.
- Monumento alla Carta Magna e alle Quattro Regioni Argentine, donato dalla comunità spagnola.
- Monumento equestre a Garibaldi

### Parchi
Palermo è conosciuta per i suoi grandi parchi e per i suoi spazi verdi. Il Parque Tres de Febrero, ispirato ai grandi parchi di Londra e Parigi, fu costruito nella seconda metà del XIX secolo sui terreni della residenza di Rosas. È caratterizzato dai suoi grandi spazi verdi, dai suoi laghi, dal roseto noto come Rosedal e dal Planetario Galileo Galilei. A breve distanza sorgono altri importanti aree verdi come il Giardino giapponese, il Giardino Botanico e l'Ecoparque, un tempo giardino zoologico.

## Cultura
A Palermo si trovano alcuni dei principali musei, sia pubblici e che privati, che compongono la vasta offerta culturale della capitale argentina. Tra i più noti risultano il MALBA, il Museo Nazionale delle Arti Decorative, il Museo Sívori, il Museo Evita, il Museo d'Arte Popolare José Hernández, Casa-Museo di Alfredo Palacios e la Fototeca Latinoamericana.

## Infrastrutture e trasporti

### Ferrovie
Il quartiere è servito dalle stazioni 3 de Febrero e Mtro Carranza e Lisandro de la Torre della linea ferroviaria suburbana Mitre e dalla stazione Palermo della linea San Martín.
Palermo è anche servito dalle stazioni Bulnes, Scalabrini Ortiz, Plaza Italia, Palermo, Ministro Carranza, e Olleros della linea D della metropolitana di Buenos Aires.

### Aeroporti
Lungo il Río de la Plata sorge l'Aeroparque Jorge Newbery, il secondo scalo aereo per importanza della capitale argentina dopo Ezeiza.

## Sport
A Palermo si trovano di importanti impianti sportivi, l'Ippodromo Argentino ed il Campo Argentino di Polo.